# Robert Somers
Robert Somers (Brugge, 2 april 1934) is een voormalig Belgisch voetballer. Somers was een middenvelder.

## Carrière
Somers is een jeugdproduct van Club Brugge. Hij stroomde in 1950 door naar het eerste elftal. Club Brugge degradeerde in 1951 uit de Ere Afdeling, waardoor Somers de acht seizoenen daarop in Tweede klasse speelde. In 1959 forceerde hij aan de zijde van onder andere Fernand Boone en Fernand Goyvaerts de definitieve promotie naar Eerste klasse. Somers kreeg in zijn Club-periode vaak het verwijt dat hij te weinig scoorde.
In 1962 maakte Somers de overstap naar rivaal Cercle Brugge. Daar schreef hij op 7 oktober 1962 geschiedenis door te scoren tegen zijn ex-club, waardoor Cercle Brugge voor het eerst sinds 1929 de stadsderby won op De Klokke. Somers speelde drie seizoenen bij Cercle Brugge en sloot dan zijn carrière af bij Dosko Sint-Kruis.

## Familie
Robert was een van de vijf voetbalbroers Somers. Zijn oudste broer Adrie speelde meer dan 300 wedstrijden in het eerste elftal van Club Brugge, ook zijn andere broers Gilbert en René hebben een spelersverleden bij Blauw-Zwart. Zijn broer Ghislain speelde dan weer 80 wedstrijden voor Cercle Brugge. Later werden ook zijn neef Luc en zijn achterneef Thibo Somers voetballer.